# Gwen Stefani
Gwen Renée Stefani (Fullerton, 3 oktober 1969) is een Amerikaans rock-, pop- en dancezangeres, songwriter, modeontwerpster en actrice. Stefani maakte haar debuut in 1992 als de leadzangeres van de skaband No Doubt. Het album Tragic Kingdom (1995) maakte de band beroemd. Van het album zijn meer dan vijftien miljoen exemplaren wereldwijd over de toonbank gegaan. Hits van dit album waren onder andere Just a Girl en de wereldwijde hit Don't Speak. Het album Return of Saturn (2000) was een matig succes. Met Rock Steady in 2001 lieten ze een meer reggae-achtige sound horen in hun muziek. Dit werd goed ontvangen.
Stefani nam haar eerste soloalbum Love. Angel. Music. Baby. op in 2004. Het album bevat pop- en dancemuziek. De derde single van het album, Hollaback Girl, was de eerste single in Amerika die meer dan een miljoen betaalde downloads had en Cool was een van de populairste radiosingles van 2005. The Sweet Escape uit 2006 is haar tweede soloalbum en de eerste single daarvan is Wind It Up. Stefani begon in april 2007 aan haar Sweet Escape Tour.
In de media staat Stefani bekend als een trendsetter op het gebied van mode en ze lanceerde haar kledinglijn L.A.M.B. in 2003. Haar kledinglijn heeft zowel accessoires als T-shirts, jassen en jeans.

## Biografie
Gwen Stefani is geboren in Fullerton (Californië) en groeide op vlak bij Anaheim, in Orange County. Ze heet voluit Gwen Renée Stefani en is vernoemd naar een stewardess uit de bestseller Airport uit 1968. Haar middelste naam, Renée, komt van het nummer Walk Away Renée. Haar vader, Dennis Stefani, is een Italiaanse Amerikaan en haar moeder, Patti Flynn, is van Ierse en Schotse afkomst. Ze heeft een zus, Jill, en twee broers, Eric en Todd. Haar eerste baantje was de vloer schoonmaken bij een ijswinkel met de naam Dairy Queen en ze werkte ook bij de afdeling make-up van een warenhuis. Haar broer Eric was toetsenist bij de band No Doubt, maar verliet de band om als animator bij The Simpsons verder te gaan. De andere bandleden zijn Tom Dumont, Tony Kanal en drummer Adrian Young. Stefani had acht jaar lang een relatie met Tony Kanal, wat een tijdje een geheim was voor de rest van de band. Kanal beëindigde de relatie, omdat hij wat meer ruimte wilde. No Doubt's grootste hit Don't Speak gaat over deze breuk.
Nadat Stefani in 1987 de middelbare school voltooide, begon ze lessen te volgen aan Fullerton College. Daarna maakte ze de overstap naar California State University - Fullerton.

## Carrière

### 1986-huidig: No Doubt
Het derde album Tragic Kingdom (1996), dat het album No Doubt (1992) en The Beacon Street Collection uit 1995 opvolgde, nam drie jaar tijd in beslag om te maken. In de tussentijd stond de band op een laag pitje, onder andere door de relatie tussen Stefani en Kanal. Het uit elkaar gaan van de twee inspireerde Stefani in de songteksten en sommige nummers van het album, zoals Spiderwebs en Happy Now?, vertellen het verhaal van hun relatie en haar vrolijkheid. Vijf singles zijn er uitgebracht van Tragic Kingdom, waaronder de nummer 1-hit Don't Speak. Van het album zijn meer dan 15 miljoen exemplaren verkocht.

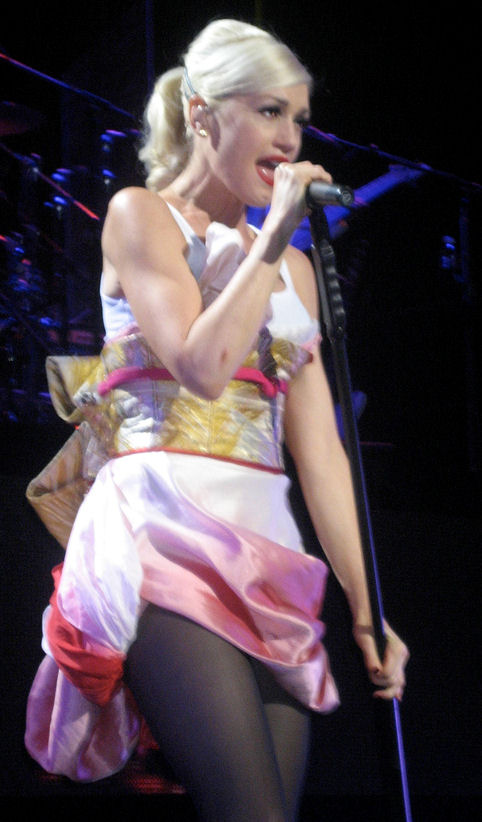
Gwen tijdens een optreden

Stefani ontmoette de Bush-voorman Gavin Rossdale in 1995 tijdens een No Doubt-concert, sindsdien hebben ze een relatie.
Na het grote succes van Tragic Kingdom bracht No Doubt in 2000 het matig ontvangen Return of Saturn en in 2001 het goedverkopende Rock Steady uit. Het laatste album stond hoog in de hitlijsten en de singles Hey Baby en Underneath It All kregen Grammy Awards. In 2003 kwam er een greatest-hitscollectie uit genaamd The Singles 1992-2003, waar onder andere ook een cover op staat van It’s My Life van Talk Talk.
Buiten No Doubt zong ze ook nog op de singles South Side en Let Me Blow Ya Mind, respectievelijk met Moby en Eve. In 2002 wonnen Stefani en Eve een Grammy voor Best Rap/Sung Collaboration voor Let Me Blow Ya Mind.

### 2004 - 2006:Love. Angel. Music. Baby.
Stefani’s solo-debuutalbum Love. Angel. Music. Baby. is uitgebracht in november 2004 over de hele wereld. Het album debuteerde in de “Billboard 200” op nummer 7, met meer dan 310.000 verkochte exemplaren in de eerste week. Begin 2005 piekte het album de vijfde plaats in Amerika, de derde plaats in Canada en in Australië bereikte het album de eerste plaats. In Mexico was het album meer dan een maand het meest verkochte Engelstalige album en stond het wekenlang op nummer 2.
Stefani werkte samen met de bekende singer-songwriter Linda Perry van 4 Non Blondes, maar ook met The Neptunes, André 3000 van Outkast, Dallas Austin en vele anderen. De eerste single was What You Waiting For?, die een top 20-hit werd in vele landen van Azië, Europa en in Australië. In Nederland behaalde het nummer de 7de plaats. In Noord-Amerika daarentegen was de single minder succesvol.
Rich Girl is de tweede single van het album. Het is een duet met Eve (met wie Stefani eerder samenwerkte bij Let Me Blow Ya Mind) en werd geproduceerd door Dr. Dre. Het is een soort parodie op het nummer If I Were A Rich Man uit de musical Fiddler on the Roof. Rich Girl was een groot succes en was een top 10-hit in vele landen. In Nederland haalde het de 3de plaats in de Top 40.

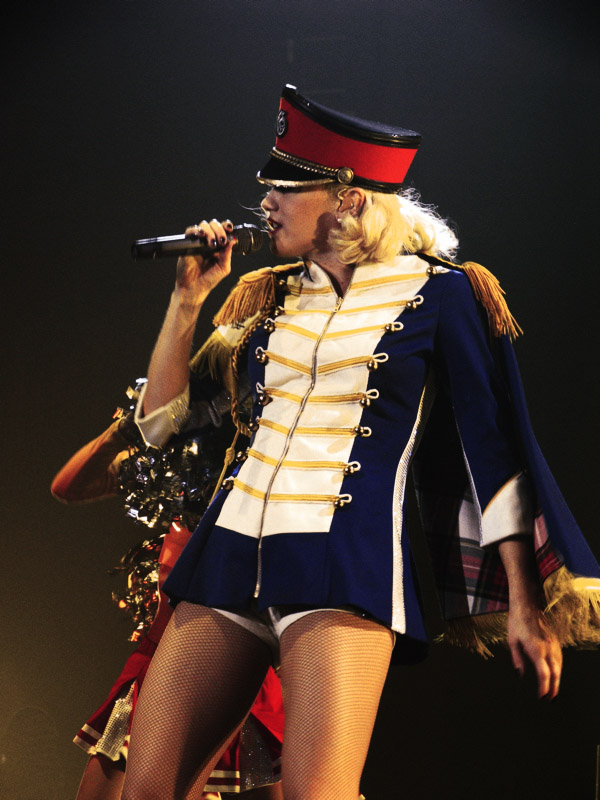
Hollaback Girl

De derde single, Hollaback Girl, werd een nummer 1-hit in de Verenigde Staten en in Australië. In Nederland behaalde het nummer de achtste plaats, in Vlaanderen een zesde plaats. In de rest van de wereld was het succes iets minder. Het nummer was het eerste dat meer dan een miljoen legale downloads had in de Verenigde Staten. Het werd bekend door zijn beat en het feit dat het woord "shit" 37 keer voorkomt in het nummer.
De vierde single Cool werd kort na de vorige single uitgebracht, maar evenaarde niet het succes van Hollaback Girl en belandde in de VS en in het VK in de top 20. Toch werd Cool de eerste nummer 1-hit van het album in Canada. In Nederland eindigde het nummer op de 6de plaats. De clip van het nummer, opgenomen bij het Comomeer in Italië, blikt terug op Stefani's relatie met No Doubt-gitarist Tony Kanal.
Na Cool kwamen ook de nummers Luxurious en Crash uit, maar beide werden geen echte hits.
Ze zong ook mee op de single Can I Have It Like That van Pharrell.
Stefani ontving in 2005 vijf Grammy Award-nominaties voor onder andere Album of the Year, Best Female Pop Vocal Performance en Record of the Year.

#### Harajuku Girls

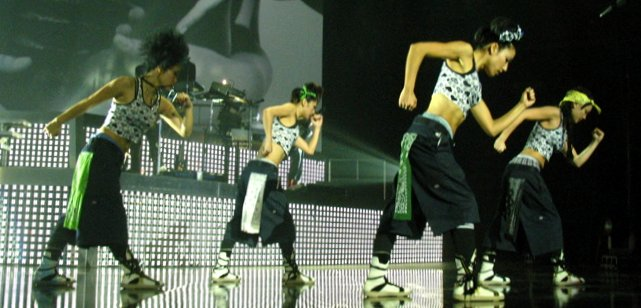
De 'Harajuku Girls'

Bij de release van haar eerste soloalbum besteedde Stefani ook aandacht aan haar schare van vier Harajuku Girls, genaamd Love, Angel, Music en Baby. De Harajuku Girls zijn vernoemd naar het gebied rond Harajuku Station in Tokio, Japan, dat bekendstaat als een populair shopgebied en modecentrum voor tieners. De Harajuku Girls van Stefani zijn altijd volgens de laatste trend van Harajuku gekleed (in een wat Gothic Lolita-stijl). Ze zijn te zien in de video’s en op de albumcover van Love. Angel. Music. Baby., en het nummer Harajuku Girls is speciaal voor hen. Ze waren ook te zien in de Harajuku Lovers Tour 2005.
De vier Harajuku Girls hebben ieder hun eigen stijl. Angel heeft de gothic stijl geïntegreerd in haar kleding en Baby gaat mee met de Japanse trend Kawaii. Voor de vier Girls en Gwen Stefani is er een parfumcollectie gecreëerd: De Harajuku Lovers. Deze werd uitgebreid door Harajuku Lovers Snow Bunnies, Wicked Style en Sunshine Cuties.
De ‘adoptie’ van dit onderdeel van de Japanse cultuur zorgde ook voor enige kritiek, onder andere dat zo een stereotiepe beeld werd geschapen van Japanse tieners en dat Stefani de stijl heeft gekopieerd. Desondanks zijn ze nog steeds te zien, en ook in de clips van Wind It Up, The Sweet Escape en Now That You Got It zijn ze weer van de partij.

### 2006 - heden:The Sweet Escape
Stefani's tweede soloalbum The Sweet Escape (2006) is verschenen op 4 december 2006 buiten Noord-Amerika en op 5 december 2006 in Canada, Mexico en de Verenigde Staten. Stefani werkte weer samen met Kanal, en ook met Linda Perry en The Neptunes, Akon (The Sweet Escape) en Tim Rice-Oxley (Early Winter). Het album telt 12 nummers. Het album verscheen ook met de dvd-release van Stefani's eerste tour Harajuku Lovers Live. Het is verkrijgbaar in twee versies, een bewerkte en een uitgebreide. In april 2007 heeft ze opnieuw getoerd, deze keer met The Sweet Escape Tour, die Noord-Amerika, Azië, Europa en Australië aandeed. Van het album verschenen de nummers The Sweet Escape, Wind It Up en 4 In The Morning. Early Winter werd de laatste single. In de Verenigde Staten kwam hij wel in de hitlijst, in Nederland werd zelfs de tipparade niet gehaald. In Vlaanderen stond de single zes weken in de tipparade. The Sweet Escape is een duet met Akon en Early Winter is geheel gemaakt door Tim Rice-Oxley, de toetsenist van de Britse popband Keane.

### Projecten buiten de muziek
Stefani ontwikkelde een succesvolle modelijn met de naam L.A.M.B.. Deze bevat kleren die Stefani zelf ook regelmatig draagt. Haar lijn bevat naast kleding ook handtassen en sieraden. Beroemdheden zoals Nicky Hilton, Pamela Anderson en Carmen Electra zijn gespot met kleding en tassen uit haar kledinglijn. No Doubt-bassist (en ex-vriend) Kanal doneerde een scan van zijn gebroken vinger, voor gebruik als afbeelding op T-shirts van L.A.M.B.. In de herfst van 2006 bracht Stefani een “limited edition”-lijn van poppen uit genaamd “Gwen Stefani Fashion Dolls”. Geïnspireerd op haar meermalen platina album en haar tour, laat elke pop iets anders zien; van Hollaback Girl tot de stijlvolle Harajuku Girls. Ook ontwierp en promootte ze een camera voor Hewlett-Packard met een Harajuku Girl-thema.
Stefani maakte haar acteerdebuut door haar rol als Jean Harlow in The Aviator uit 2004 en verscheen ook in de film Zoolander. Verder leende ze haar stem aan het hoofdpersonage Malice, een spel voor de PlayStation 2 en de Xbox, al werd haar stem niet gebruikt in het eindproduct.

## Persoonlijk leven
Op 14 september 2002 trouwde Stefani met zanger Gavin Rossdale. Ze hield twee bruiloften: één in het Verenigd Koninkrijk en één in de Verenigde Staten. Het Engelse model Daisy Lowe is haar stiefdochter.
In december 2005 kondigden Stefani en Rossdale tijdens een concert in Fort Lauderdale in Florida aan hun eerste kind te verwachten. Op 26 mei 2006 werd hun zoon Kingston James McGregor Rossdale geboren in het Cedars-Sinai Medical Center te Los Angeles via een keizersnede. Op 21 augustus 2008 werd hun tweede zoon Zuma Nesta Rock Rossdale geboren in het Cedars-Sinai Medical Center te Los Angeles. Op 28 februari 2014 werd hun derde zoon Apollo Bowie Flynn Rossdale geboren. In augustus 2015 maakte het stel bekend te gaan scheiden. In november 2015 maakte Stefani bekend een relatie te hebben met haar The Voice VS-collega en countryzanger Blake Shelton.

## Discografie

### Albums
| Album met eventuele hitnotering(en) in de Nederlandse Album Top 100 | Datum van verschijnen | Datum van binnenkomst | Hoogste positie | Aantal weken | Opmerkingen |
| ------------------------------------------------------------------- | --------------------- | --------------------- | --------------- | ------------ | ----------- |
| Love. Angel. Music. Baby.                                           | 2004                  | 27-11-2004            | 14              | 47           |             |
| The Sweet Escape                                                    | 2006                  | 09-12-2006            | 35              | 35           |             |
| This is what the truth feels like                                   | 2016                  | 26-03-2016            | 49              | 1            |             |

| Album met hitnotering(en) in de Vlaamse Ultratop 200 albums | Datum van verschijnen | Datum van binnenkomst | Hoogste positie | Aantal weken | Opmerkingen |
| ----------------------------------------------------------- | --------------------- | --------------------- | --------------- | ------------ | ----------- |
| Love. Angel. Music. Baby.                                   | 2004                  | 04-12-2004            | 20              | 47           |             |
| The Sweet Escape                                            | 2006                  | 16-12-2006            | 40              | 26           |             |
| This is what the truth feels like                           | 2016                  | 26-03-2016            | 32              | 6            |             |

### Singles
| Single met eventuele hitnotering(en) in de Nederlandse Top 40 | Datum van verschijnen | Datum van binnenkomst | Hoogste positie | Aantal weken | Opmerkingen                                         |
| ------------------------------------------------------------- | --------------------- | --------------------- | --------------- | ------------ | --------------------------------------------------- |
| Let me blow ya mind                                           | 15-05-2001            | 18-08-2001            | 2               | 14           | met Eve / Nr. 2 in de Single Top 100 / Alarmschijf  |
| What you waiting for?                                         | 28-09-2004            | 06-11-2004            | 7               | 14           | Nr. 15 in de Single Top 100 / Alarmschijf           |
| Rich girl                                                     | 14-12-2004            | 05-03-2005            | 3               | 11           | met Eve / Nr. 4 in de Single Top 100                |
| Hollaback girl                                                | 15-03-2005            | 28-05-2005            | 8               | 11           | Nr. 7 in de Single Top 100 / Alarmschijf            |
| Cool                                                          | 29-08-2005            | 03-09-2005            | 6               | 10           | Nr. 25 in de Single Top 100 / Alarmschijf           |
| Can I have it like that                                       | 31-10-2005            | 12-11-2005            | 25              | 4            | met Pharrell / Nr. 15 in de Single Top 100          |
| Luxurious                                                     | 05-12-2005            | 11-02-2006            | 31              | 4            |                                                     |
| Wind it up                                                    | 31-10-2006            | 23-12-2006            | 4               | 10           | Nr. 6 in de Single Top 100 / Alarmschijf            |
| The sweet escape                                              | 01-01-2007            | 03-03-2007            | 5               | 18           | met Akon / Nr. 8 in de Single Top 100 / Alarmschijf |
| 4 in the morning                                              | 21-06-2007            | 23-06-2007            | 14              | 12           | Nr. 27 in de Single Top 100                         |
| Baby don't lie                                                | 20-10-2014            | 08-11-2014            | 22              | 8            | Nr. 32 in de Single Top 100 / Alarmschijf           |
| Spark the fire                                                | 01-12-2014            | -                     |                 |              |                                                     |
| Used to love you                                              | 20-10-2015            | -                     |                 |              |                                                     |
| Make me like you                                              | 12-02-2016            | -                     |                 |              |                                                     |
| Misery                                                        | 23-05-2016            | -                     |                 |              |                                                     |

| Single met hitnotering(en) in de Vlaamse Ultratop 50 | Datum van verschijnen | Datum van binnenkomst | Hoogste positie | Aantal weken | Opmerkingen       |
| ---------------------------------------------------- | --------------------- | --------------------- | --------------- | ------------ | ----------------- |
| Let me blow your mind                                | 2001                  | 25-08-2001            | 1(2wk)          | 17           | met Eve           |
| What you waiting for?                                | 2004                  | 27-11-2004            | 8               | 15           |                   |
| Rich girl                                            | 2004                  | 19-03-2005            | 4               | 15           | met Eve           |
| Hollaback girl                                       | 2005                  | 04-06-2005            | 6               | 14           |                   |
| Cool                                                 | 2005                  | 17-09-2005            | 36              | 5            |                   |
| Can I have it like that                              | 2005                  | 12-11-2005            | 32              | 5            | met Pharrell      |
| Luxurious                                            | 2005                  | 17-12-2005            | tip6            | -            |                   |
| Wind it up                                           | 2006                  | 23-12-2006            | 8               | 18           |                   |
| The sweet escape                                     | 2007                  | 24-03-2007            | 9               | 16           | met Akon          |
| 4 in the morning                                     | 2007                  | 13-10-2007            | 50              | 2            |                   |
| Early winter                                         | 2007                  | 22-12-2007            | tip10           | -            |                   |
| Baby don't lie                                       | 2014                  | 25-10-2014            | tip26           | -            |                   |
| Make me like you                                     | 2016                  | 27-02-2016            | tip31           | -            |                   |
| You make it feel like Christmas                      | 2017                  | 16-12-2017            | tip10           | -            | met Blake Shelton |

## Prijzen
| Categorie                         | Genre    | Nummer/album            | Jaar | Resultaat   |
| --------------------------------- | -------- | ----------------------- | ---- | ----------- |
| Best Female Pop Vocal Performance | Pop      | "Hollaback Girl"        | 2006 | Genomineerd |
| Record of the Year                | Algemeen | "Hollaback Girl"        | 2006 | Genomineerd |
| Best Pop Vocal Album              | Pop      | Love.Angel.Music.Baby.  | 2006 | Genomineerd |
| Best Rap/Sung Collaboration       | Rap      | "Rich Girl"             | 2006 | Genomineerd |
| Album of the Year                 | Algemeen | Love.Angel.Music.Baby.  | 2006 | Genomineerd |
| Best Female Pop Vocal Performance | Pop      | "What You Waiting For?" | 2005 | Genomineerd |
| Best Rap/Sung Collaboration       | Rap      | "Let Me Blow Ya Mind"   | 2002 | Gewonnen    |

Daarnast won Stefani onder andere een Belgische TMF Award voor Beste Pop Internationaal. In 2023 kreeg ze een ster op de Hollywood Walk of Fame.
- Bibsys: 8005235
- Biblioteca Nacional de España: XX848873
- Bibliothèque nationale de France: cb140477574 (data)
- Gemeinsame Normdatei: 132366665
- International Standard Name Identifier: 0000 0000 6310 5556
- Library of Congress Control Number: n2003082257
- Nationale Bibliotheek van Letland: 000345133
- MusicBrainz: 2e41ae9c-afd2-4f20-8f1e-17281ce9b472
- Nationale Bibliotheek van Tsjechië: xx0033576
- Nationale bibliotheek van Australië: 40009023
- Nationale Bibliotheek van Israël: 987007440114305171
- Système universitaire de documentation: 083421726
- Trove: 1441479
- Virtual International Authority File: 57771690
- WorldCat: E39PBJrgHvtJMy8QrTQ3FGGGpP